# Cyklobutan
Cyklobutan – organiczny związek chemiczny z grupy cyklicznych węglowodorów. Ma podobne właściwości jak cyklopropan. Ulega addycji z rozpadem łańcucha, wiązania C−C tworzą ostre kąty. Pomimo dużych naprężeń, występuje naturalnie m.in. w postaci kwasu pentacykloanammoksowego u bakterii przeprowadzających proces anammox.